# Bardzrashen, Ararat
Bardzrashen là một đô thị thuộc tỉnh Ararat, Armenia. Dân số ước tính năm 2011 là 1536 người. Đô thị này thuộc vùng đô thị Yerevan.